# Nagy Mihály (színművész)
Nagy Mihály (18. század – 1857 után) úttörő színész, Nagy István ("Pista") testvére.

## Életútja
1812-ben lépett színpadra Debrecenben. 1814-ben Kolozsvárott szerepelt, ezután 1818-tól Székesfehérvárott működött, 1824-ben is itt volt. Ez idő tájt színigazgató volt. Déryné Széppataki Róza is ellátogatott hozzá vendégszerepre, Rimaszombatba, ahol »közkereset« címén kötött vele szerződést. Nagy ekkor idősebb szerepeket játszott. 1826–27-ben ismét Kolozsvárra került; ugyanott működött azután 1852-ben, Kaczvinszky Jánosnál, 1853–55-ben Károlyi Lajosnál, 1856-ban Gyulai Ferencnél, majd még 1857-ben Láng Boldizsárnál.

## Fontosabb szerepei
- Szolimán (Körner: Zrínyi)
- Stibor (Kisfaludy K. – az ősbemutatón is)
- Kupa (Girżik–Katona J.: István király)